# Jan Naglik
Jan Józef Naglik (ur. 13 listopada 1920 w Biała-Leszczyny, zm. po 1980) – polski ekonomista i dyplomata, chargé d’affaires w Ekwadorze (1971–1972).

## Życiorys
Syn Jana i Julii. Ukończył średnią Szkołę Handlową w Bielsku-Białej. W marcu 1939 rozpoczął pracę w banku. Podczas okupacji niemieckiej został wywieziony na roboty przymusowe do III Rzeszy. Do Polski powrócił pod koniec 1946. Został zatrudniony w Banku Gospodarstwa Spółdzielczego w Bielsku-Białej. W 1948 przeniósł się do Warszawy, by rozpocząć pracę w Przedsiębiorstwie Handlu Zagranicznego Varimex, dochodząc od stanowisku referenta, poprzez kierownika sekcji (1950) do dyrektora biura (1966). Był zatrudniony także w PHZ Ciech, Metronex. W latach 1969–1972 pracował w Ambasadzie w Quito, którą od 26 kwietnia 1971 do 30 października 1972 kierował jako chargé d’affaires w Ekwadorze. W 1980 został mianowany zastępcą dyrektora Spółki DEPOLMA w Republice Federalnej Niemiec.
W 1962 wstąpił do Polskiej Zjednoczonej Partii Robotniczej. Pełnił funkcje członka egzekutywy podstawowej organizacji partyjnej przy PHZ Varimex (1963–1965) oraz wykładowcy szkolenia partyjnego POP przy PHZ Metronex (od 1974).